# Hippolyt Kempf
Hippolyt Marcel Kempf (ur. 10 grudnia 1965 w Lucernie) – szwajcarski narciarz klasyczny specjalizujący się w kombinacji norweskiej, trzykrotny medalista olimpijski oraz srebrny medalista mistrzostw świata.

## Kariera
Po raz pierwszy na arenie międzynarodowej Hippolyt Kempf pojawił się 24 marca 1984 roku w zawodach Pucharu Świata w Štrbskim Plesie. Zajął wtedy 37. miejsce w konkursie rozgrywanym metodą Gundersena. Pierwsze pucharowe punkty zdobył dopiero blisko dwa lata później, 4 stycznia 1986 roku w Schonach, zajmując piętnaste miejsce w Gundersenie. W sezonie 1985/1986 punktował jeszcze tylko raz, 28 lutego w Lahti zajmując ósme miejsce, co w klasyfikacji generalnej dało mu 25. miejsce.
Przełom w karierze Kempfa nastąpił w sezonie 1986/1987. Siedmiokrotnie znalazł się w czołowej dziesiątce zawodów, przy czym już w drugich zawodach cyklu, 30 grudnia 1986 roku w Oberwiesenthal nie tylko po raz pierwszy stanął na podium, ale od razu zwyciężył. Na podium stanął także 3 stycznia 1987 roku w Schonach, gdzie w Gundersenie zajął trzecie miejsce. We wszystkich swoich startach punktował, dzięki czemu w klasyfikacji generalnej uplasował się na trzeciej pozycji, za Torbjørnem Løkkenem z Norwegii oraz Hermannem Weinbuchem z RFN. Na mistrzostwach świata w Oberstdorfie w 1987 roku indywidualnie zajął szóstą pozycję, a wspólnie z kolegami z reprezentacji był piąty w zawodach drużynowych.
Najważniejszym punktem sezonu 1987/1988 były igrzyska olimpijskie w Calgary. Osiągnął tam największy sukces w swojej karierze. W konkursie indywidualnym zajął trzecie miejsce w skokach i do biegu przystąpił ze stratą ponad minuty do prowadzącego Klausa Sulzenbachera z Austrii. Na trasie biegu był jednym z najszybszych zawodników, co pozwoliło mu wyprzedzić wszystkich rywali i sięgnąć po złoty medal. Jest to pierwszy i jak dotąd jedyny złoty olimpijski medal wywalczony w kombinacji norweskiej przez reprezentanta Szwajcarii. Na tych samych igrzyskach wraz z Fredym Glanzmannem i Andreasem Schaadem zdobył także srebrny medal w sztafecie. Po skokach Szwajcarzy zajmowali dopiero szóste miejsce, tracąc do prowadzących reprezentantów RFN blisko 5 minut, jednak w biegu Szwajcarzy byli zdecydowanie najszybsi, co pozwoliło im wyprzedzić cztery inne sztafety. Na mecie do zwycięzców stracili tylko 3,4 sekundy. W rywalizacji pucharowej w pięciu startach czterokrotnie plasował się w czołowej dziesiątce, w tym 23 stycznia 1988 roku wywalczył jedyne podium, zajmując drugie miejsce w Seefeld. W klasyfikacji generalnej zajął ostatecznie czwarte miejsce.
Najlepsze wyniki w Pucharze Świata osiągnął w sezonie 1988/1989. Pięć razy znalazł się w czołowej dziesiątce, na podium stając trzy razy: 7 stycznia w Schonach i 25 marca w Thunder Bay był najlepszy, a 14 stycznia 1989 roku w Reit im Winkl był drugi w Gundersenie. W klasyfikacji generalnej ponownie był trzeci, tym razem wyprzedzili go tylko Norweg Trond-Arne Bredesen i Klaus Sulzenbacher. Na mistrzostwach świata w Lahi w 1989 roku Kempf zajął w konkursie indywidualnym czwarte miejsce, przegrywając walkę o brązowy medal z Bredesenem o 25 sekund. W sztafecie Szwajcarzy w tym samym składzie co w Calgary po skokach znajdowali się poza czołową piątką zawodów. Ponownie jednak dobra postawa na trasie biegowej pozwoliła im awansować na drugie miejsce. Na mecie do zwycięskich Norwegów stracili ponad minutę, a ostatecznie trzecich reprezentantów NRD wyprzedzili o zaledwie 4,1 sekundy.
W sezonie 1989/1990 tylko raz stanął na podium zawodów pucharowych. Miało to miejsce 16 grudnia 1989 roku w Sankt Moritz, gdzie zwyciężył w Gundersenie. Poza tym jeszcze dwukrotnie uplasował się w czołowej dziesiątce, co pozwoliło mu zająć dziesiątą pozycję w klasyfikacji generalnej. Lepiej zaprezentował się w kolejnym sezonie, kiedy trzykrotnie stawał na podium, choć żadnego z konkursów nie wygrał. W 6 z 8 konkursów punktował, pięciokrotnie znajdując się w czołowej dziesiątce. W klasyfikacji generalnej dało mu to czwarte miejsce. Podczas mistrzostw świata w Val di Fiemme w 1991 roku nie zdobył medalu. Indywidualnie był siódmy, ponownie awansując w biegu o kilka pozycji. W sztafecie Szwajcarzy w porównaniu z poprzednimi startami wypadli słabo, zajmując dopiero dziewiąte miejsce, tracąc do zwycięzców ponad 6 minut.
W sezonach 1991/1992 i 1992/1993 ani razu nie stanął na podium. Najbliżej tego celu był 4 stycznia 1992 roku w Schonach, gdzie zajął czwarte miejsce. W klasyfikacji generalnej Pucharu Świata zajął odpowiednio 14. i 23. miejsce. Wystąpił w tym czasie na jednej dużej imprezie - igrzyskach olimpijskich w Albertville w 1992 roku. Nie osiągnął tam jednak sukcesów, indywidualnie zajmując 26. miejsce (po skokach był dopiero 36.), a wraz z kolegami w sztafecie zdołał zająć dziesiątą pozycję. Nie wziął udziału w mistrzostwach świata w Falun w 1993 roku.
Na podium zawodów Pucharu Świata wrócił dopiero w ostatnich zawodach sezonu 1993/1994, 19 marca 1994 roku w Thunder Bay, gdzie zwyciężył w Gundersenie. Punktował także we wszystkich poprzednich startach, choć w dziesiątce znalazł się jeszcze tylko dwa razy. Wystarczyło to jednak do zajęcia ósmej pozycji w klasyfikacji generalnej. W lutym 1994 roku Kempf wystąpił na igrzyskach olimpijskich w Lillehammer. W zawodach indywidualnych awansował z dziewiątego miejsca po skokach na szóste na mecie biegu. Ponadto Szwajcarzy w składzie: Jean-Yves Cuendet, Andreas Schaad i Hippolyt Kempf zdobyli brązowy medal w sztafecie. Na trzecim miejscu znaleźli się już po skokach. Do biegu przystąpili ze stratą 7:30 minuty do prowadzących Japończyków oraz blisko 2:30 minuty do drugich Norwegów. Mieli jednak bezpieczną przewagę nad zajmującymi czwarte miejsce Estończykami wynoszącą ponad 2 minuty. Na mecie biegu w czołowej czwórce zmieniły się różnice czasowe, jednak sztafety dobiegły w kolejności, którą zajmowały po skokach.
Po zakończeniu sezonu 1993/1994 postanowił zakończyć karierę.

## Osiągnięcia

### Igrzyska Olimpijskie
| Miejsce | Dzień     | Rok  | Miejscowość | Konkurencja             | Wynik zwycięzcy | Strata   | Zwycięzca           |
| ------- | --------- | ---- | ----------- | ----------------------- | --------------- | -------- | ------------------- |
| 2.      | 24 lutego | 1988 | Calgary     | Sztafeta K-90/3 × 10 km | 1:20:46,0       | +3,4     | RFN                 |
| 1.      | 28 lutego | 1988 | Calgary     | Gundersen K-90/15 km    | 38:16,8         | -        | -                   |
| 26.     | 12 lutego | 1992 | Albertville | Gundersen K-90/15 km    | 44:28,1         | +5:56,4  | Fabrice Guy         |
| 10.     | 17 lutego | 1992 | Albertville | Sztafeta K-90/3 × 10 km | 1:23:36,6       | +10:01,9 | Japonia             |
| 3.      | 17 lutego | 1994 | Lillehammer | Sztafeta K-90/3 × 10 km | 1:21.51,8       | +7:48,1  | Japonia             |
| 6.      | 19 lutego | 1994 | Lillehammer | Gundersen K-90/15 km    | 39:07,9         | +3:45,3  | Fred Børre Lundberg |

### Mistrzostwa świata
| Miejsce | Dzień     | Rok  | Miejscowość   | Konkurencja             | Wynik zwycięzcy | Strata     | Zwycięzca           |
| ------- | --------- | ---- | ------------- | ----------------------- | --------------- | ---------- | ------------------- |
| 6.      | 13 lutego | 1987 | Oberstdorf    | Gundersen K-90/15 km    | 423,80 pkt      | -4,65 pkt  | Torbjørn Løkken     |
| 5.      | 14 lutego | 1987 | Oberstdorf    | Sztafeta K-90/3 × 10 km | 1261,94 pkt     | -64,02 pkt | RFN                 |
| 4.      | 18 lutego | 1989 | Lahti         | Gundersen K-90/15 km    | 37:10,7         | +3:29,6    | Trond Einar Elden   |
| 2.      | 24 lutego | 1989 | Lahti         | Sztafeta K-90/3 × 10 km | 1:24:21,7       | +1:44,3    | Norwegia            |
| 7.      | 7 lutego  | 1991 | Val di Fiemme | Gundersen K-90/15 km    | 41:00,6         | +2:25,5    | Fred Børre Lundberg |
| 9.      | 8 lutego  | 1991 | Val di Fiemme | Sztafeta K-90/3 × 10 km | 1:21:22,5       | +17:51,0   | Austria             |

### Puchar Świata

#### Miejsca w klasyfikacji generalnej
- sezon 1985/1986: 25.
- sezon 1986/1987: 3.
- sezon 1987/1988: 4.
- sezon 1988/1989: 3.
- sezon 1989/1990: 10.
- sezon 1990/1991: 4.
- sezon 1991/1992: 14.
- sezon 1992/1993: 23.
- sezon 1993/1994: 8.

#### Miejsca na podium chronologicznie
| Nr  | Data             | Miejscowość    | Konkurencja         | Wynik zwycięzcy | Pozycja | Strata     | Zwycięzca           |
| --- | ---------------- | -------------- | ------------------- | --------------- | ------- | ---------- | ------------------- |
| 1.  | 30 grudnia 1986  | Oberwiesenthal | Gundersen K90/15 km | 429,250 pkt     | 1.      | -          | -                   |
| 2.  | 3 stycznia 1987  | Schonach       | Gundersen K90/15 km | 421,875 pkt     | 3.      | -8,270 pkt | Hubert Schwarz      |
| 3.  | 23 stycznia 1988 | Seefeld        | Gundersen K90/15 km | ?               | 3.      | ?          | Klaus Sulzenbacher  |
| 4.  | 7 stycznia 1989  | Schonach       | Gundersen K90/15 km | ?               | 1.      | -          | -                   |
| 5.  | 14 stycznia 1989 | Reit im Winkl  | Gundersen K90/15 km | ?               | 2.      | ?          | Trond-Arne Bredesen |
| 6.  | 25 marca 1989    | Thunder Bay    | Gundersen K90/15 km | ?               | 1.      | -          | -                   |
| 7.  | 16 grudnia 1989  | Sankt Moritz   | Gundersen K90/15 km | ?               | 1.      | -          | -                   |
| 8.  | 29 grudnia 1990  | Oberwiesenthal | Gundersen K90/15 km | ?               | 3.      | +1:37,7    | Klaus Sulzenbacher  |
| 9.  | 5 stycznia 1991  | Schonach       | Gundersen K90/15 km | ?               | 2.      | +1:22,4    | Fred Børre Lundberg |
| 10. | 12 stycznia 1991 | Bad Goisern    | Gundersen K90/15 km | ?               | 2.      | +59,8      | Klaus Sulzenbacher  |
| 11. | 19 marca 1994    | Thunder Bay    | Gundersen K90/15 km | ?               | 1.      | -          | -                   |

### Puchar Kontynentalny

#### Miejsca w klasyfikacji generalnej
- sezon 1990/1991: 43.

#### Miejsca na podium chronologicznie
Kempf nigdy nie stał na podium indywidualnych zawodów Pucharu Kontynentalnego.